# خليج نافاجيو

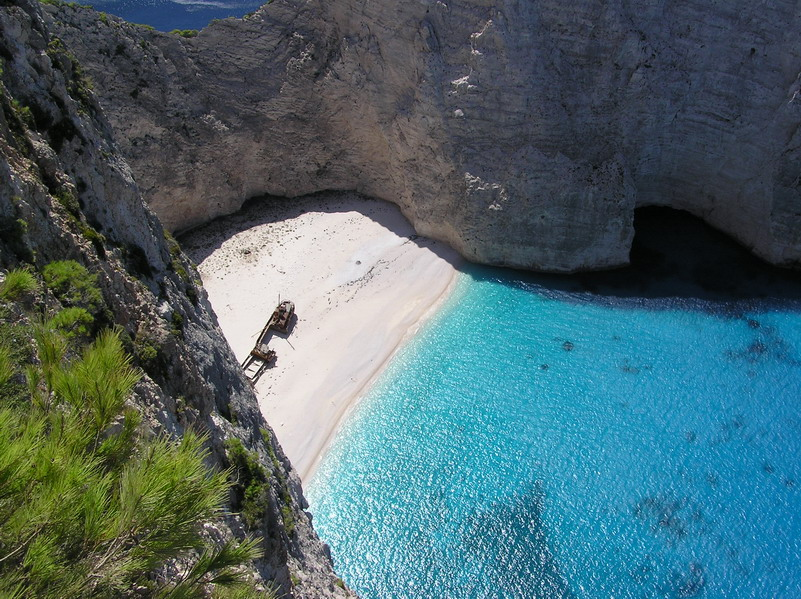

خليج نافاجيو أو شاطيء نافاجيو هو خليج معزول يقع غرب جزيرة زاكينثوسفي اليونانيتميز برماله الرقيقة البيضاء وهو قبلة للسياح الأثرياء من كل أنحاء العالم بفضل انعزاله نقاوة مياهه ووجود حطام سفينة قديم.
تظهر مياه الخليج باللون الأزرق بسبب نظافة المحيض ويستمتع السياح أكثر بأخذ صور عن المكان من الأعلى من الطائرات أو الطائات العمودية، يعتبر الخليج غير مأهول وذلك بسبب انعزاله وصعوبة إيصال المؤونة إليه بسبب انعدام أي طريق بري نحوه، وذلك ما حافظ على نظافته.